# There's Only One Way to Rock
There's Only One Way to Rock è un singolo del cantante statunitense Sammy Hagar, estratto dall'album Standing Hampton nel 1982.
La canzone è diventata un classico nei concerti dal vivo dopo che il cantante si è unito ai Van Halen.
Nel 2018 il brano è stato reinterpretato dal cantante heavy metal italiano Pino Scotto per il suo album Eye for an Eye.